# Scott Dann
Scott Dann, född 14 februari 1987 i Liverpool, är en engelsk professionell fotbollsspelare (försvarare). År 2008 spelade Dann två matcher för det engelska U21-landslaget.

## Spelarkarriär
Scott Dann skrev på ett lärlingskontrakt med Walsall FC 2003 och sommaren därefter erbjöds han ett professionellt kontrakt av klubben. Han tillbringade de första åren i Walsall i klubbens ungdomslag och reservlag men hann debutera i A-laget säsongen 2004-2005. Under perioder var han utlånad men han slog sig in i A-laget säsongen 2006-2007 då han startade 24 ligamatcher.
Den 1 februari 2008 köptes Dann av Coventry som betalade "mer än 1 miljon pund" för spelaren. Övergångssumman gjorde Dann till Walsalls största spelarförsäljning genom tiderna, det tidigare rekordet var på 600 000 pund som West Ham betalade för David Kelly 1988. Efter bara cirka sex månader i sin nya klubb blev Dann utsedd till Coventrys lagkapten för säsongen 2008-2009. Under sin tid i klubben hann han även med att debutera i det engelska U21-landslaget. Han blev bara kvar i Coventry i en och en halv säsong och spelade 47 ligamatcher för klubben.
Den 12 juni 2009 köptes Dann av den nyblivna Premier League-klubben Birmingham för en summa som beskrevs som klubbrekord för en försvarare. Även om summan inte offentliggjordes rapporterade lokala media att summan var 3,5 miljoner pund plus ytterligare 500 000 pund beroende på antal spelade matcher. På grund av en skada debuterade Dann inte förrän den 19 september 2009, en dryg månad in på säsongen.